# Vincent Luis
Pour les articles homonymes, voir Luis.
Vincent Luis, né le 27 juin 1989 à Vesoul en France, est un triathlète professionnel français, double champion de France en 2013 et 2018, vainqueur d'étapes sur les séries mondiales de triathlon, champion d'Europe de triathlon sur distance S. Il est qualifié  pour les Jeux olympiques d'été de 2012, 2016 et 2020. Quadruple champion du monde en relais mixte en 2015, 2018, 2019 et 2022, il remporte également les séries mondiales de triathlon en 2019 et le titre de champion du monde de triathlon courte distance, il conserve son titre en 2020.

## Biographie

### Jeunesse
Ses parents sont Colette et José Luis, il a une sœur aînée Caroline. Pré-adolescent, ses idoles sont les champions de France de triathlon Olivier Marceau et Frédéric Belaubre, sa grande passion est le bricolage sur scooters. À l'origine nageur où il suit les traces de sa grande sœur dans les bassins, il fait sa formation à Noidans-lès-Vesoul et à Vesoul. Il commence le triathlon dans le club de sa ville natale et au sein du Groupe Triathlon Vesoul Haute-Saône de 2001 à 2007, il le quitte pour le club de Sainte-Geneviève-des-Bois dans l'Essonne. Avec ce club en 2008, il fera le triplé dans sa catégorie, champion de France, d'Europe et du monde juniors à Vancouver au Canada,.

### Carrière en triathlon
Vincent Luis obtient sa qualification pour l'épreuve de triathlon aux Jeux olympiques d'été de 2012 à Londres en juin 2012, où il se classe en 11e position.
Trois semaines après, le 25 août 2012, en arrivant à dépasser sur le fil de la ligne d'arrivée des championnats du monde l'Espagnol Fernando Alarza, il obtient sa première médaille de bronze derrière les médaillés olympiques Jonathan Brownlee et Javier Gómez.
Le 29 septembre 2013, il devient champion de France à Nice devant les triathlètes Pierre Le Corre et Aurélien Raphaël.
Lors de la sixième épreuve des championnats du monde 2014 à Hambourg, positionné sur la ligne d'arrivée entre les frères Alistair Brownlee et Jonathan Brownlee, il obtient pour la première fois de sa carrière, une médaille d'argent des séries mondiales de triathlon (WTS). Grâce à quatre places dans le « Top 10 » sur les huit épreuves séries mondiales, il finit à la sixième place du championnat du monde 2014.
En juillet 2015 à Hambourg, il remporte sa première victoire sur le circuit du championnat du monde (WTS) en devançant les Espagnols Javier Gomez et Mario Mola, et signe la première victoire française sur une étape de cette compétition internationale. Le lendemain, il devient champion du monde par équipes avec Audrey Merle, Jeanne Lehair et Dorian Coninx. Il termine à la troisième place du classement général 2015 et pour la première fois de l'histoire des séries mondiales, permet de voir un triathlète français, monter sur le podium final des championnats du monde.
Le 26 juin 2016, à Châteauroux en France, il remporte son premier titre européen en s'imposant lors des championnats sur distance S.
Il termine 7e aux Jeux olympiques d'été de 2016 après une course où il reste au contact des deux frères Alistair et Jonathan Brownlee qui imposent un rythme élevé. Dans la première boucle de la course à pied, dès le second kilomètre, il subit l’accélération des deux frères à laquelle il ne peut résister et laisse partir les deux Britanniques seuls, qui continuent leur course vers un nouveau titre et remportent les médailles d'or et d'argent. Vincent Luis parvient malgré tout à conserver un diplôme olympique, mais ne cache pas sa déception de ne pas avoir remporté la première médaille du triathlon français, objectif ultime de plusieurs années de préparation.
Vincent Luis ne participe pas à la grande finale des séries mondiales de triathlon au mois de septembre 2016 et annonce dans la presse spécialisée, qu’après la grande déception des JO, il fait le choix de se concentrer et de s'investir pendant un temps dans l’athlétisme, pratique qu'il apprécie beaucoup plus qu'à ses débuts sportifs. Il se fixe des objectifs ambitieux dans cette pratique mais ne renonce pas à remporter lors d'une prochaine olympiade le titre en triathlon.
En 2017, il fait son retour sur le circuit des séries mondiales de triathlon (WTS). Il remporte au mois de septembre l'étape de Rotterdam, étape finale de la saison 2017. Sous une pluie battante, c'est sur la dernière boucle de course à pied qu'il prend le meilleur sur le Norvégien Kristian Blummenfelt et le tenant du titre l'Espagnol Mario Mola qui remporte un deuxième titre à cette occasion. Vincent Luis inscrit à son palmarès sur cette étape de prestige, une seconde victoire sur le circuit mondial courte distance.
En 2018, au cours du premier semestre, il réalise deux podiums sur les étapes des séries mondiales de triathlon. En juillet de la même année, il est dernier relayeur de l'équipe de France de triathlon lors des championnats du monde de triathlon en relais mixte et ne laisse aucun doute sur sa forme et sa maitrise à ce moment. Il prend rapidement du champ sur les derniers relayeurs, américain, britannique et australien qui se disputent les dernières marches du podium. L'équipe de France vainqueur en 1 h 20 min 6 s ajoute un second titre mondial de cette spécialité à son palmarès et lui donne un nouveau titre international. Il clôt sa saison 2018 en participant à l'édition de la nouvelle Super League Triathlon, circuit privé au format multiple sur lequel il remporte plusieurs épreuves.
Il commence la saison 2019 en étant vainqueur de la Super League Triathlon à l'issue d'un circuit à suspens qui voit sa victoire lors de la dernière étape. Il reprend dès lors les courses des séries mondiales de triathlon (WTS) ou il remporte en mai l'étape de Yokohama au Japon et sa quatrième victoire d'étape des WTS. Il renforce à cette occasion sa première place provisoire au classement du championnat du monde 2019. Lors de la grande finale à Lausanne qui se déroule sous temps très chaud, il ne prend que la cinquième place mais conserve à l'issue d'une course très difficile la première place au classement général des séries mondiales (WTS). Il est le premier français à remporter ainsi le titre de champion du monde depuis la création de la compétition sous cette forme en 2009. Il est le deuxième français à remporter le titre depuis la création de la compétition en 1989 et après Olivier Marceau en 2000.
Vincent conserve son titre de champion du monde en 2020 devant le portugais Vasco Vilaça et son compatriote Léo Bergère, au terme d'une seule épreuve à disputer à Hambourg, après onze mois d'arrêt de compétition pour tous les triathlètes professionnels en raison de la pandémie de Covid-19.
Le 31 juillet 2021, il fait partie de l'équipe qui remporte la médaille de bronze lors du relais mixte de triathlon aux Jeux Olympiques de Tokyo en compagnie de Léonie Périault, Dorian Coninx et Cassandre Beaugrand, première médaille olympique de l'histoire pour l'équipe de France de triathlon.
Le 26 juin 2022, il devient pour la quatrième fois champion du monde de triathlon en relais mixte à Montréal, avec Cassandre Beaugrand, Emma Lombardi et Pierre Le Corre.
Lors du Test Event de Paris en août 2023, il sort en tête de la natation puis abandonne lors de la course à pied en raison d'une douleur au mollet gauche qui se révèle être due à une déchirure de l'aponévrose profonde du muscle soléaire gauche.
En 2024, il n'est pas sélectionné pour faire partie de la délégation française de triathlon aux Jeux Olympiques de Paris 2024. Il annonce sa retraite du triathlon courte distance après la dernière étape des championnats du monde de triathlon 2024 à Torremolinos pour se consacrer au triathlon longue distance expliquant ne plus être « assez rapide » pour ce type d'épreuves.
En 2025, il participe à son premier triathlon sur distance ironman en prenant part au Challenge Roth, ou il prend la quatrième place e 7 h 38 min 54 s.

### Autres pratiques sportives
Il pratique également pendant la période hivernale, le cyclo-cross (3e au cyclo-cross de Dourdan 2012) et le cross-country (champion régional Champagne-Ardenne de 2014 à 2017,, champion Interrégional Nord 2015 et 2016 et vice-champion de France en 2016).

### Vie privée et professionnelle
Vincent Luis a été le compagnon de Pauline Ferrand-Prévot cycliste professionnelle, de 2012, à 2016. De 2018 à 2022 il a partagé sa vie et une partie de ses entraînements avec la triathlète américaine Taylor Spivey. En 2025, il est en couple avec la triathlète anglaise Georgia Taylor-Brown.

## Palmarès

### En triathlon
Le tableau présente les résultats les plus significatifs (podium) obtenus sur le circuit national et international de triathlon depuis 2008,,.
| Année | Compétition                                            | Pays                | Position           | Temps           |
| ----- | ------------------------------------------------------ | ------------------- | ------------------ | --------------- |
| 2024  | Coupe du monde - l'étape super-sprint indoor de Liévin | France              | Médaille d'argent  | 0 h 9 min 25 s  |
| 2024  | Coupe d'Europe - l'étape de Quarteira                  | Portugal            | Médaille d'argent  | 1 h 44 min 19 s |
| 2022  | Ironman 70.3 Bahreïn                                   | Bahreïn             | Médaille d'or      | 3 h 38 min 2 s  |
| 2022  | Challenge Daytona                                      | États-Unis          | Médaille d'or      | 2 h 23 min 47 s |
| 2022  | WTS Bermudes                                           | Bermudes            | Médaille d'or      | 1 h 49 min 37 s |
| 2022  | Coupe d'Europe - l'étape super-sprint de Liévin        | France              | Médaille d'or      | 0 h 9 min 33 s  |
| 2021  | WTS Montréal                                           | Canada              | Médaille d'argent  | 0 h 22 min 9 s  |
| 2021  | Ironman 70.3 Indian Wells                              | États-Unis          | Médaille d'argent  | 3 h 41 min 6 s  |
| 2020  | Championnats du monde                                  | Allemagne           | Médaille d'or      | 0 h 49 min 13 s |
| 2020  | Coupe du monde - l'étape de Karlovy Vary               | Tchéquie            | Médaille d'or      | 1 h 52 min 14 s |
| 2020  | Coupe du monde - l'étape sprint d'Arzachena            | Italie              | Médaille d'or      | 0 h 54 min 24 s |
| 2020  | Coupe du monde - l'étape sprint de Valence             | Espagne             | Médaille d'or      | 0 h 50 min 22 s |
| 2019  | Championnats du monde - Classement général             |                     | Médaille d'or      | 5 095 points    |
| 2019  | WTS Hambourg                                           | Allemagne           | Médaille d'argent  | 0 h 55 min 10 s |
| 2019  | WTS Yokohama                                           | Japon               | Médaille d'or      | 1 h 43 min 24 s |
| 2019  | Super League - Classement général                      |                     | Médaille d'or      | 30 points       |
| 2019  | Coupe du monde - l'étape sprint de Banyoles            | Espagne             | Médaille d'or      | 0 h 49 min 58 s |
| 2018  | Championnats du monde - Classement général             |                     | Médaille d'argent  | 5 060 points    |
| 2018  | WTS Finale Gold Coast                                  | Australie           | Médaille d'or      | 1 h 44 min 34 s |
| 2018  | WTS Hambourg                                           | Allemagne           | Médaille d'argent  | 0 h 53 min 29 s |
| 2018  | WTS Leeds                                              | Royaume-Uni         | Médaille de bronze | 1 h 46 min 14 s |
| 2018  | WTS Abou Dabi                                          | Émirats arabes unis | Médaille de bronze | 0 h 57 min 26 s |
| 2018  | Super League - Classement général                      |                     | Médaille d'or      | 107 points      |
| 2018  | Championnats de France courte distance                 | France              | Médaille d'or      | 0 h 54 min 52 s |
| 2018  | Coupe du monde - l'étape sprint de Sarasota            | États-Unis          | Médaille d'or      | 0 h 48 min 18 s |
| 2017  | WTS Finale Rotterdam                                   | Pays-Bas            | Médaille d'or      | 1 h 51 min 26 s |
| 2017  | WTS Abou Dabi                                          | Émirats arabes unis | Médaille de bronze | 1 h 53 min 8 s  |
| 2016  | Championnats d'Europe de triathlon sprint              | France              | Médaille d'or      | 0 h 50 min 59 s |
| 2015  | Championnats du monde - Classement général             |                     | Médaille de bronze | 4 422 points    |
| 2015  | WTS Hambourg                                           | Allemagne           | Médaille d'or      | 0 h 51 min 54 s |
| 2015  | WTS Londres                                            | Royaume-Uni         | Médaille de bronze | 0 h 50 min 57 s |
| 2015  | WTS Le Cap                                             | Afrique du Sud      | Médaille de bronze | 1 h 39 min 28 s |
| 2015  | WTS Abou Dabi                                          | Émirats arabes unis | Médaille d'argent  | 0 h 52 min 45 s |
| 2015  | Championnats de France                                 | France              | Médaille d'argent  | 0 h 54 min 47 s |
| 2015  | Test Event JO 2016 - Rio de Janeiro                    | Brésil              | Médaille d'argent  | 1 h 48 min 40 s |
| 2014  | WTS Hambourg                                           | Allemagne           | Médaille d'argent  | 0 h 51 min 49 s |
| 2014  | Championnats de France                                 | France              | Médaille de bronze | 0 h 53 min 25 s |
| 2013  | Championnats de France                                 | France              | Médaille d'or      | 0 h 56 min 9 s  |
| 2012  | WTS Stockholm                                          | Suède               | Médaille de bronze | 0 h 54 min 35 s |
| 2011  | Coupe d'Europe - l'étape de Quarteira                  | Portugal            | Médaille d'or      | 1 h 53 min 23 s |
| 2010  | Championnats de France                                 | France              | Médaille d'argent  | 1 h 53 min 35 s |
| 2010  | Coupe d'Europe - l'étape de Genève                     | Suisse              | Médaille d'or      | 2 h 0 min 26 s  |
| 2010  | Coupe du monde - l'étape de Tongyeong                  | Corée du Sud        | Médaille de bronze | 1 h 49 min 57 s |
| 2008  | Coupe d'Europe - l'étape de Athlone                    | Irlande             | Médaille d'or      | 1 h 48 min 51 s |

| Année | Compétition                           | Pays      | Position           | Temps           |
| ----- | ------------------------------------- | --------- | ------------------ | --------------- |
| 2022  | Championnats du monde en relais mixte | Canada    | Médaille d'or      | 1 h 27 min 14 s |
| 2021  | Jeux olympiques - relais mixte        | Japon     | Médaille de bronze | 1 h 24 min 4 s  |
| 2019  | Championnats du monde en relais mixte | Allemagne | Médaille d'or      | 1 h 20 min 18 s |
| 2018  | Championnats du monde en relais mixte | Allemagne | Médaille d'or      | 1 h 20 min 6 s  |
| 2015  | Championnats du monde en relais mixte | Allemagne | Médaille d'or      | 1 h 20 min 33 s |
| 2014  | Championnats du monde en relais mixte | Allemagne | Médaille d'argent  | 1 h 19 min 11 s |
| 2012  | Championnats du monde en relais mixte | Suède     | Médaille d'argent  | 1 h 26 min 58 s |

| Année | Nombres | Étapes               |
| ----- | ------- | -------------------- |
| 2018  | 1       | Dunkerque            |
| 2017  | 2       | Nice, Valence        |
| 2016  | 1       | Valence              |
| Total | 4       | 3 villes différentes |

| Année | Nombres | Étapes                                          |
| ----- | ------- | ----------------------------------------------- |
| 2021  | 1       | Munich                                          |
| 2019  | 2       | Jersey, Malte + du classement général           |
| 2018  | 3       | Jersey, Malte, Majorque + du classement général |
| Total | 6       | 4 villes différentes                            |

### En athlétisme
Le tableau présente les résultats les plus significatifs (« Top 10 ») obtenus sur le circuit national de cross-country depuis 2016,,.
| Année | Compétition                             | Lieu          | Place | Épreuve    | Performance |
| ----- | --------------------------------------- | ------------- | ----- | ---------- | ----------- |
| 2018  | Championnats de France de cross-country | Plouay        | 6e    | Individuel | 34 min 31 s |
| 2017  | Championnats de France de cross-country | Saint-Galmier | 7e    | Individuel | 31 min 17 s |
| 2016  | Championnats de France de cross-country | Le Mans       | 2e    | Individuel | 39 min 00 s |

## Décorations
- Chevalier de l'ordre national du Mérite le 8 septembre 2021[48]

### Reportage
- Rudy Flochin, A pied d’œuvre, Intérieur sport, 2016